# Pro Bowl 2017
Der Pro Bowl 2017 der American-Football-Liga war das All-Star Game der National Football League (NFL) in der Saison 2016. Er wurde am 29. Januar 2017, eine Woche vor dem Super Bowl LI, im Camping World Stadium in Orlando, Florida ausgetragen. Die Teams wurden von Andy Reid und Jason Garrett zusammengestellt.

## Hintergrund

### Auswahl des Spielortes
Fünf Orte waren im Gespräch für die Austragung des Pro Bowls 2017, von denen vier eine formale Bewerbung abgegeben haben:
- Aloha Stadium in Hawaii, der Austragungsort des Pro Bowls von 1980–2009, 2011–2014 und 2016.
- NRG Stadium in Houston, Austragungsort des Super Bowl LI.
- Camping World Stadium in Orlando.
- Ein unbekanntes Stadium; vermutlich das Sydney Football Stadium oder das Stadium Australia in Sydney, New South Wales, Australien. Sydney wurden aufgrund des großen Zeitunterschiedes jedoch nur geringe Chancen eingerechnet.
- Maracanã-Stadion in Rio de Janeiro, Brasilien. Das Stadion, das für die FIFA Fußball-Weltmeisterschaft 2014 und die Olympischen Sommerspiele 2016 renoviert wurde, wurde lange als potenzieller Austragungsort gehandelt, obwohl von Brasilien keine offizielle Bewerbung abgegeben wurde.[4]

Am 1. Juni 2016 wurde von Seiten der NFL verkündet, dass die nächsten drei Pro Bowls in Orlando stattfinden werden.

## Spielformat
Am 1. Juni 2016 bestätigte die NFL, dass der Pro Bowl im Jahr 2017 wieder im alten Format, basierend auf einem Spiel der beiden Conferences gegeneinander, ausgetragen wird.

## AFC Auswahl
Die nachfolgenden Spieler sind ins Team AFC gewählt worden:

### Offense
| Position         | Starter                                           | Reserve                                            | Alternative                                                              |
| ---------------- | ------------------------------------------------- | -------------------------------------------------- | ------------------------------------------------------------------------ |
| Quarterback      | Tom Brady, New England                            | Derek Carr, Oakland Ben Roethlisberger, Pittsburgh | Alex Smith, Kansas City Andy Dalton, Cincinnati Philip Rivers, San Diego |
| Runningback      | Le’Veon Bell, Pittsburgh                          | DeMarco Murray, Tennessee LeSean McCoy, Buffalo    | Jay Ajayi, Miami Melvin Gordon, San Diego                                |
| Fullback         | Kyle Juszczyk, Baltimore                          |                                                    |                                                                          |
| Wide Receiver    | Antonio Brown, Pittsburgh Amari Cooper, Oakland   | T. Y. Hilton, Indianapolis A. J. Green, Cincinnati | Jarvis Landry, Miami Emmanuel Sanders, Denver Demaryius Thomas, Denver   |
| Tight End        | Travis Kelce, Kansas City                         | Delanie Walker, Tennessee                          |                                                                          |
| Offensive Tackle | Joe Thomas, Cleveland Donald Penn, Oakland        | Taylor Lewan, Tennessee                            | Andrew Whitworth, Cincinnati                                             |
| Offensive Guard  | Marshal Yanda, Baltimore Kelechi Osemele, Oakland | David DeCastro, Pittsburgh                         | Richie Incognito, Buffalo                                                |
| Center           | Rodney Hudson, Oakland                            | Maurkice Pouncey, Pittsburgh                       | Jeremy Zuttah, Baltimore                                                 |

### Defense
| Position           | Starter                                       | Reserve                                           | Alternative                                         |
| ------------------ | --------------------------------------------- | ------------------------------------------------- | --------------------------------------------------- |
| Defensive End      | Khalil Mack, Oakland Cameron Wake, Miami      | Jadeveon Clowney, Houston                         | Leonard Williams, NY Jets Carlos Dunlap, Cincinnati |
| Defensive Tackle   | Geno Atkins, Cincinnati Ndamukong Suh, Miami  | Jurrell Casey, Tennessee                          | Kyle Williams, Buffalo                              |
| Outside Linebacker | Von Miller, Denver Lorenzo Alexander, Buffalo | Brian Orakpo, Tennessee                           |                                                     |
| Inside Linebacker  | Dont’a Hightower, New England                 | C. J. Mosley, Baltimore                           | Ryan Shazier, Pittsburgh Zach Brown, Buffalo        |
| Cornerback         | Aqib Talib, Denver Marcus Peters, Kansas City | Casey Hayward, San Diego Chris Harris Jr., Denver | Stephon Gilmore, Buffalo                            |
| Free Safety        | Devin McCourty, New England                   | Reggie Nelson, Oakland                            | Eric Weddle, Baltimore                              |
| Strong Safety      | Eric Berry, Kansas City                       |                                                   | Darian Stewart, Denver                              |

### Special Teams
| Position      | Starter                     | Alternative                  |
| ------------- | --------------------------- | ---------------------------- |
| Punter        | Pat McAfee, Indianapolis    | Dustin Colquitt, Kansas City |
| Placekicker   | Justin Tucker, Baltimore    |                              |
| Punt Returner | Tyreek Hill, Kansas City    |                              |
| Special Teams | Matthew Slater, New England | D.J. Alexander, Kansas City  |
| Long Snapper  | Morgan Cox, Baltimore       |                              |

## NFC Auswahl
Die nachfolgenden Spieler sind ins Team NFC gewählt worden:

### Offense
| Position         | Starter                                           | Reserve                                         | Alternative                                         |
| ---------------- | ------------------------------------------------- | ----------------------------------------------- | --------------------------------------------------- |
| Quarterback      | Matt Ryan, Atlanta                                | Aaron Rodgers, Green Bay Dak Prescott, Dallas   | Kirk Cousins, Washington, Drew Brees, New Orleans   |
| Runningback      | Ezekiel Elliott, Dallas                           | David Johnson, Arizona Devonta Freeman, Atlanta | Jordan Howard, Chicago Darren Sproles, Philadelphia |
| Fullback         | Mike Tolbert, Carolina                            |                                                 |                                                     |
| Wide Receiver    | Odell Beckham Jr., NY Giants Julio Jones, Atlanta | Mike Evans, Tampa Bay Larry Fitzgerald, Arizona | Dez Bryant, Dallas Doug Baldwin, Seattle            |
| Tight End        | Greg Olsen, Carolina                              | Jordan Reed, Washington                         | Jimmy Graham, Seattle                               |
| Offensive Tackle | Tyron Smith, Dallas Trent Williams, Washington    | Jason Peters, Philadelphia                      | David Bakhtiari, Green Bay                          |
| Offensive Guard  | Zack Martin, Dallas Brandon Scherff, Washington   | T. J. Lang, Green Bay                           | Trai Turner, Carolina Josh Sitton, Chicago          |
| Center           | Travis Frederick, Dallas                          | Alex Mack, Atlanta                              | Jason Kelce, Philadelphia                           |

### Defense
| Position           | Starter                                              | Reserve                                           | Alternative                                   |
| ------------------ | ---------------------------------------------------- | ------------------------------------------------- | --------------------------------------------- |
| Defensive End      | Everson Griffen, Minnesota Cliff Avril, Seattle      | Michael Bennett, Seattle                          |                                               |
| Defensive Tackle   | Aaron Donald, LA Rams Gerald McCoy, Tampa Bay        | Fletcher Cox, Philadelphia                        | Linval Joseph, Minnesota                      |
| Outside Linebacker | Vic Beasley, Atlanta Ryan Kerrigan, Washington       | Thomas Davis, Carolina                            | K. J. Wright, Seattle Anthony Barr, Minnesota |
| Inside Linebacker  | Bobby Wagner, Seattle                                | Luke Kuechly, Carolina                            | Sean Lee, Dallas                              |
| Cornerback         | Janoris Jenkins, NY Giants Patrick Peterson, Arizona | Richard Sherman, Seattle Xavier Rhodes, Minnesota |                                               |
| Free Safety        | Harrison Smith, Minnesota                            | Ha Ha Clinton-Dix, Green Bay                      |                                               |
| Strong Safety      | Landon Collins, NY Giants                            |                                                   |                                               |

### Special Teams
| Position      | Starter                          | Alternative          |
| ------------- | -------------------------------- | -------------------- |
| Punter        | Johnny Hekker, LA Rams           |                      |
| Placekicker   | Matt Bryant, Atlanta             | Matt Prater, Detroit |
| Punt Returner | Cordarrelle Patterson, Minnesota |                      |
| Special Teams | Dwayne Harris, NY Giants         |                      |
| Long Snapper  | Jake McQuaide, LA Rams           |                      |

Legende:
Fett gedruckt, Spieler, die im Pro Bowl 2017 spielten.

## Anzahl an gewählten Spielern je Team
| Team                 | Anzahl |
| -------------------- | ------ |
| Oakland Raiders      | 7      |
| Baltimore Ravens     | 7      |
| Kansas City Chiefs   | 7      |
| Buffalo Bills        | 6      |
| Denver Broncos       | 6      |
| Pittsburgh Steelers  | 6      |
| Tennessee Titans     | 5      |
| Cincinnati Bengals   | 5      |
| Miami Dolphins       | 4      |
| New England Patriots | 4      |
| San Diego Chargers   | 3      |
| Indianapolis Colts   | 2      |
| Cleveland Browns     | 1      |
| Houston Texans       | 1      |
| New York Jets        | 1      |
| Jacksonville Jaguars | 0      |

| Team                 | Anzahl |
| -------------------- | ------ |
| Seattle Seahawks     | 7      |
| Dallas Cowboys       | 7      |
| Minnesota Vikings    | 6      |
| Atlanta Falcons      | 6      |
| Carolina Panthers    | 5      |
| Washington Redskins  | 5      |
| Green Bay Packers    | 4      |
| Philadelphia Eagles  | 4      |
| New York Giants      | 4      |
| Arizona Cardinals    | 3      |
| Los Angeles Rams     | 3      |
| Tampa Bay Buccaneers | 2      |
| Chicago Bears        | 2      |
| Detroit Lions        | 1      |
| New Orleans Saints   | 1      |
| San Francisco 49ers  | 0      |

## Schiedsrichter
Hauptschiedsrichter des Spiels war Jerome Boger. Er wurde unterstützt vom Umpire Carl Paganelli, Head Linesman Greg Bradley, Line Judge Thomas Symonette, Field Judge James Coleman, Back Judge Greg Meyer und dem Side Judge Bob Waggoner. Replay Official war Al Hynes.